# 金田徳光
金田 徳光（かなだ とくみつ、1863年11月1日（文久3年9月20日） - 1919年（大正8年）1月4日）は、日本の宗教家。
現在の大阪府八尾市に生まれる。父和田徳平、母岡田ミネ。旧姓は岡田。
現在の堺市に引っ越し、金物店に丁稚奉公に出る。その頃より、霊能を発揮する。奉公先の主人とともに近くの寺に行った時、弘法大師が幼少時に断崖から飛び降りたという逸話を聞かされる。大阪府と和歌山県の境にある犬鳴山の滝の上から飛び込むが傷一つ負わず、「私も弘法大師と同じように、人助けに歩もう」と決意する。真言宗の総本山である高野山金剛峯寺へは百数十回詣で、「弘法大師がこの世にいませれば、どのように人を教え導きますか？」と修業を重ねる。丁稚奉公を終え、堺市にかなとく金物店を開く。前後して、「念仏の徳さん」と呼ばれるようになる。金田を祀る社は、和歌山県伊都郡高野町花坂　自然社本宮にある。
1912年（大正元年）、御嶽教徳光大教会を設立し教祖となった。この宗教は、教育勅語を教義とした。自然社本宮、高千穂の峰に金田の歌碑がある。現在は、みんなに金田のおいやんと呼ばれて親しまれている。
那智滝、霧島神宮に歌碑が建立されている。金田徳光の墓（1949年（昭和24年）11月建立）は高野山奥の院にある。　

## 関連文献
- 伝記編纂委員会（編）『金田徳光先生伝』自然社、1963年